# Listă de companii din Suedia
Aceasta este o listă de companii din Suedia.
- ABB Group
- Autoliv
- AstraZeneca
- Edgewall
- Ericsson
- Electrolux
- H&M
- Handelsbanken
- Hennes & Mauritz
- Investor
- IKEA
- Kinnevik
- Nordea
- OM Group
- Oriflame
- Paradox Entertainment
- Saab
- Sandvik
- SAS
- SCA
- SEB
- Securitas
- Scania
- SJ
- Skandia
- Skanska
- SKF
- Spotify
- SSAB
- Stora Enso
- Swedish Match
- Telia Sonera
- Tetra Pak
- Vattenfall
- Volvo